# Новый Путь (Буда-Кошелёвский район)
Новый Путь (бел. Новы Шлях) — упразднённый посёлок в Липиничском сельсовете Буда-Кошелёвского района Гомельской области Белоруссии.

## География

### Расположение
В 12 км на север от районного центра и железнодорожной станции Буда-Кошелёвская (на линии Жлобин — Гомель), 60 км от Гомеля.

## Транспортная сеть
Транспортные связи по просёлочной, затем автомобильной дороге Чечерск — Буда-Кошелёво. Строения деревянные усадебного типа.

## История
Основан в начале XX века переселенцами с соседних деревень. В 1925 году в Липиничском сельсовете Буда-Кошелёвского района Бобруйского округа. В 1930 году жители посёлка вступили в колхоз. В 1959 году в составе колхоза «Заря» (центр — деревня Липиничи).
В 2008 году посёлок Новый Путь упразднён.

## Население

### Численность
- 2004 год — 1 хозяйство, 1 житель

### Динамика
- 1925 год — 14 дворов
- 1959 год — 46 жителей (согласно переписи)
- 2004 год — 1 хозяйство, 1 житель